# Neosarromyia neotropica
Neosarromyia neotropica är en tvåvingeart som beskrevs av Townsend 1927. Neosarromyia neotropica ingår i släktet Neosarromyia och familjen parasitflugor. Inga underarter finns listade i Catalogue of Life.